# Variedades peruanas de maíz
La Universidad de Cambridge de Inglaterra en sus estudios en el valle de Ica en Perú descubrió plantas de maiz y sus frutos que datan de poco más de 12,000 años de antigüedad. Este hallazgo que nos brinda información actualizada demuestra a la fecha que los restos de maíz más antiguos se encuentran en el Perú.  El maíz (Zea mays) es una especie de planta gramínea originaria de Mesoamérica. Su infrutescencia femenina se llama mazorca, elote o choclo y allí crecen granos comestibles. Su domesticación se inició hace doce mil años aproximadamente en el eje neovolcánico de México, y se propagó por el resto del continente mucho antes de la llegada de los europeos, 12quienes, a su vez, lo llevaron a Europa en el siglo XVI. Actualmente es el cereal con el mayor volumen de producción a nivel mundial seguido por el trigo y el arroz.
Las variedades peruanas de maíz presentan una gran cantidad de tipos y de usos culinarios, con una variación de tipos, formas, dimensiones y color del grano mayor que en cualquier otra región. En el Perú se han encontrado muestras de maíz arqueológico del Período precerámico, entre 4,000 a 2,000 a. C. La domesticación fue seguida por hibridación, introgresión y selección. El Confite Morocho es la raza más antigua todavía cultivada, encontrándose en la cordillera de los Andes centrales, región que constituye el centro de evolución activa del maíz en el país.
Varias razas peruanas de maíz son cultivadas también en otros países de Sudamérica, siendo la región central de los Andes aquella con mayor variabilidad de tipos morfológicos.
Las características culinarias de cada variedad han sido seleccionadas al mismo tiempo que el color del pericarpio del grano. Muchos agricultores mezclan a la hora de sembrar semillas de los tipos requeridos para usos especiales, como él de pericarpio morado (Kculli) para chicha, el blanco para mote, y el marrón o rojo para cancha. Luego proceden a la cosecha a separar las mazorcas con granos de diferentes colores para los distintos usos y las mejores para sembrar.

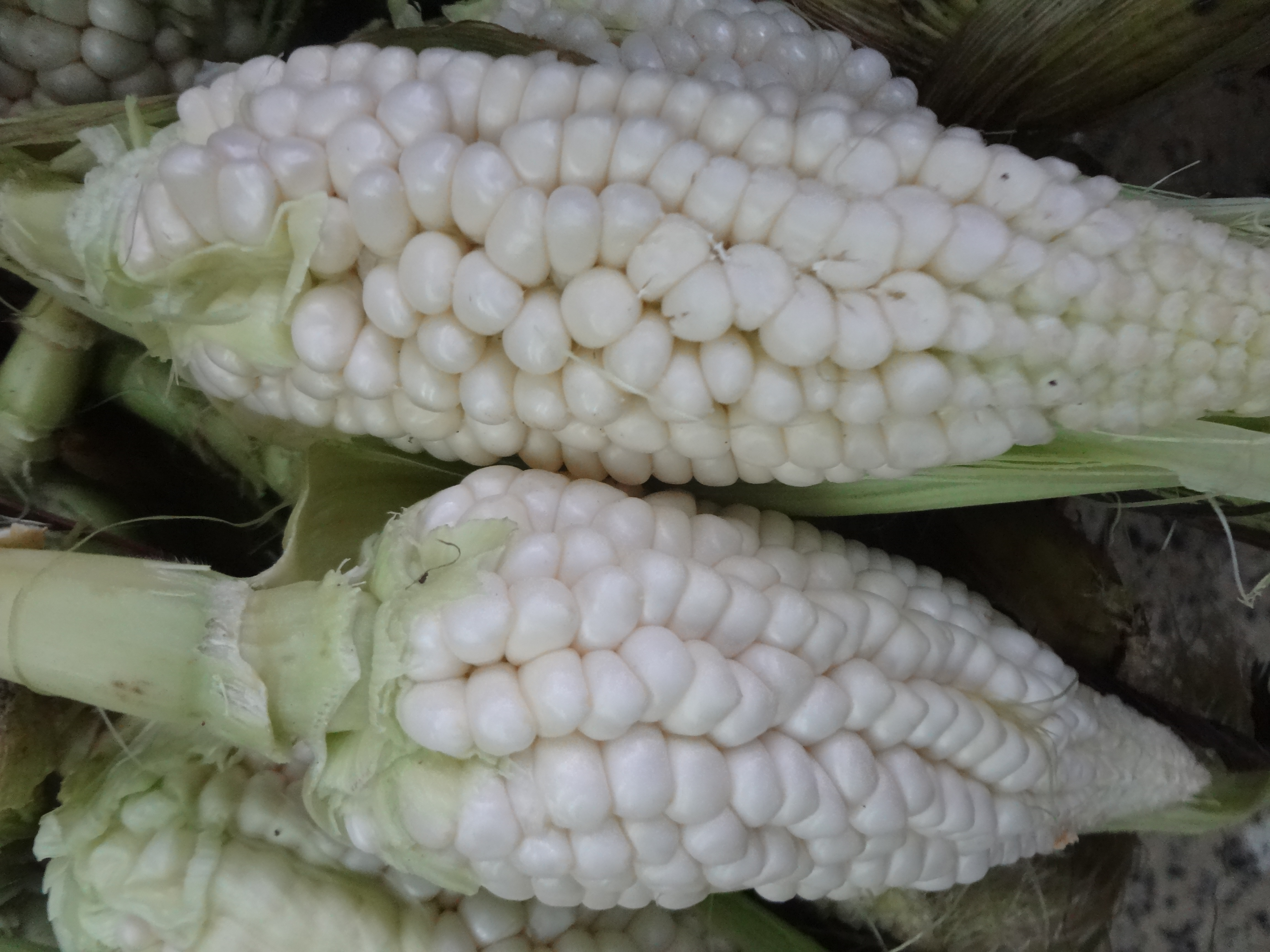
Choclo o maíz en Quito, Ecuador.

Los principales alimentos de la cocina peruana elaborados a partir del maíz son:
- Choclo. La mazorca, en estado lechoso, se hace hervir. Variedades principales: Cuzco (de Cuzco o Urubamba), 'Tarmeño, Pardo, Chullpi,
- Maicillo o baby corn. Mazorcas tiernas, antes de la fecundación de la oosfera. Variedad preferida: Chullpi.
- Cancha. Granos tostados comidos como sustituto del pan y como refrigerio. Variedades principales: Chullpi (granos dulces), Terciopelo (granos harinosos),
- Mote. Granos grandes, harinosos secos hervidos en agua. Variedades principales: Cuzco, Tarmeña; en el norte: Mochero, en el Sur chico: Iqueño.
- Harinas. Molienda húmeda de los granos precedentemente cocidos en solución de cal en agua para ablandecer el pericarpio (cascarilla).
- Tamales, humitas, sopas, pepián, pasteles, pan, mazamorras, chochoca: Variedades preferidas: aquellas de granos harinosos.

Las principales bebidas obtenidas del maíz son:
- Chicha morada. Mazorcas hervidas con especias y azúcar, para preparar una bebida refrescante. Variedad principal: Kculli (elevado tenor de antocianina en la aleurona y coronta).
- Chicha de jora. Granos fermentados. Variedades principales: Alazán, Pagaladroga, Mochero.
- Jugo azucarado. Extraído por masticación de los tallos de las plantas en la Sierra.
- Emoliente diurético. Infusión de los estilos de la mazorca inmadura (barbas de choclo).

Entre 1952 y 1981 han sido recolectadas 3,931 muestras, ahora guardadas en el Banco de germoplasma del Programa de maíz de la Universidad Nacional Agraria La Molina de Lima.
La caracterización agronómica, morfológica y citológica ha resultado en la identificación de 52 razas, de las cuales 14 crecen en la región de la Costa, 29 en la Sierra y 7 en la Selva. Sobre la base de estos estudios se han establecido cinco complejos raciales:
- razas primitivas (5),
- razas derivadas de las primitivas (19),
- razas de reciente derivación (9),
- razas introducidas (5),
- razas incipientes (5).

Además se considera otro grupo constituido por las:
- razas imperfectamente definidas (9).

De seguida se presenta la clasificación:
- Razas primitivas. De antigua constitución, son precoces, tienen planta, panoja, mazorca y granos pequeños, glumas largas y poca induración del tejido del raquis.
  - Confite morocho. Granos reventones amarillos, de consumo directo por los agricultores. Las mazorcas sirven de ornamento en las festividades. Área: departamentos de Ayacucho, Huancavelica, Junín (m 2,500 – 3,000 snm).
  -  Confite puntiagudo. Granos reventones blancos, de consumo directo por los agricultores. Área: departamentos de Cajamarca, La Libertad, Áncash, Junín, Apurímac, Ayacucho
  - Kculli. Granos harinosos cereza-morados, usado como colorante de alimentos, en bebidas como chicha no fermentada y mazamorra. Área: departamentos de Junín, Huancavelica, Apurímac, Cuzco, Cajamarca.
  -  Confite puneño. Granos reventones amarillos, rojo-variegados, cereza, marrón claro. Área: departamento de Puno (m 3,600-3,900 snm)
  - Enano. Granos reventones blancos. Área: departamento de Madre de Dios. Se encuentra en el Beni (Bolivia).

- Razas derivadas de las primitivas. Resultan del cruzamiento entre los maíces reventones primitivos con sus inmediatos derivados. Se han originado en época precolombina.
  - Rabo de zorro. Granos harinosos blancos o marrones. Área: departamentos de Áncash, La Libertad (valle del río Marañón, m 2,600 – 3,200 snm), Junín, Apurímac, Cuzco.
  - Chaparreño. Granos harinosos blancos o amarillos. Área: departamentos de Arequipa, Ica, Lima (valles costaneros m 10 – 500 snm)
  - Chullpi. Granos vítreos arrugados, dulces, blancos. Área: departamentos de Cuzco, Apurímac, Huancavelica, Ayacucho (m 2,400 – 3,400 snm). Se encuentra en Chile, Bolivia, Argentina, Colombia.
  - Huayleño. Granos amiláceos, color café variegados, consumidos tostados (cancha). Área: departamentos de Áncash, Lima, Ayacucho, Huancavelica (m 2,500 – 3,600 snm).
  - Paro. Granos harinosos de varios colores. Área: departamentos de Apurímac, Ayacucho, Huancavelica (m 2,600 – 3,300 snm)
  - Morocho. Granos cristalinos en el exterior y harinosos en el interior, amarillos. Área: departamentos de Junín, Pasco (m 2,000 – 3,500 snm), Ayacucho, Apurímac, Áncash, Amazonas, Cajamarca, La Libertad.
  - Huancavelicano. Granos cristalinos en el exterior y harinosos en el interior, blancos. Área: departamentos de Cuzco, Apurímac, Puno, Huancavelica, Ayacucho, Junín, Áncash.
  - Ancashino. Granos harinosos marrones y de otros colores. Área: departamento de Ancash (m 2,700 – 3,100 snm).
  - Shajatu. Granos harinosos cafés o rojos. Área: departamentos de Áncash (m 2,300 – 2,800 snm).
  - Pisccorunto. Granos harinosos blancos y púrpura, consumidos tostados. Área: departamentos de Apurímac, Cuzco (m 3,000 snm).
  - Cuzco cristalino amarillo. Granos cristalinos en el exterior y harinosos en el centro, blancos y amarillos. Área: departamentos de Cuzco, Apurímac, Huancavelica, Junín (m 3,000 – 3,500 snm).
  - Cuzco. Granos harinosos blancos, a veces rojos o rojo variegados. Área: departamentos de Cuzco, Junín, Huancavelica, Áncash (m 2,400 – 3,300 snm).
  - Granada. Granos harinosos, blancos, rojos o marrones. Área: departamentos de Cuzco, Huancavelica, Junín, Áncash (m 2,600 – 3,300 snm).
  - Uchuquilla. Granos cristalinos en el exterior, harinosos en el centro, amarillos, naranja. Área: departamentos de Cuzco, Puno (m 2,000 – 2,500). Se encuentra en Bolivia.
  - Sabanero. Granos harinosos, blancos o rojos. Área: departamentos de Cajamarca, La Libertad, Áncash (m 2,500 snm).
  - Piricinco. Granos harinosos bronce, naranja, guinda. Área: departamentos de Madre de Dios, Ucayali, Loreto (m 150 – 950 snm).
  - Mochero. Granos harinosos, blancos, bronce o púrpura. Área: departamentos de La Libertad, Ica, Lambayeque (valles bajos de la costa).
  - Pagaladroga. Granos cristalinos en el exterior y harinosos en el interior, rojos, marrones o marrones claros. Área: departamentos de La Libertad, Lambayeque, Piura.
  - Alazán. Granos harinosos rojos, usados para elaborar la chicha (localmente dicha clarito. Área: departamentos de La Libertad, Lambayeque, Piura.

- Razas de reciente derivación. Símiles a las primitivas y derivadas, siendo originadas por hibridación y selección en época incaica y precolombina. Tienen elevado grado de especialización, desarrollo vegetativo y rendimiento. Crecen en la Costa y Sierra hasta m 2,800 snm.
  - Huachano. Granos harinosos blancos. Área: departamento de Lima (m 10 – 100 snm)
  - Chancayano. Granos harinosos blancos o rojos. Área: departamento de Lima.
  - Perla. Granos cristalinos amarillos, naranja, rojos, rojo-marrones. Área: departamentos de Lima, Áncash.
  - Rienda. Granos cristalinos amarillos. Área: departamentos de La Libertad, Áncash, Lambayeque.
  - San Jerónimo Huancavelicano. Granos harinosos, blancos, rojos, marrones o variegados. Área: departamentos de Huancavelica, Junín (m 2,500 – 3,500 snm).
  - Cuzco gigante.
    - Cuzco gigante propiamente dicho. Granos harinosos, blancos, a veces rojos, guinda oscuro, marrones, mosaico o variegados. Área: departamentos de Cuzco (m 2,800 snm), Apurímac.
    - Saccsa. Granos variegados, con rayas anchas de color rojo.
    - Cuzco gigante amarillo. Granos semiduros.
    - Cuzco morado. Granos morados, cereza, usados para elaborar chicha sin fementar o fementada, para mazamorra morada (chuño) con tapioca.
    - Huayra cuzco. Granos color chocolate o terroso marrón.

  - Arequipeño. Granos amiláceos, blancos o púrpura. Área: departamento de Arequipa.
  - Chimlos. Granos cristalinos rojos o variegados. Área: departamentos de cuzco, Huanuco (m 1,500 – 2,250 snm).
  - Marañón. Granos harinosos, bronce, marrones, rojos o variegados. Área: departamentos de Áncash, Huanuco, La Libertad (m 2,000 – 3,000).

- Razas introducidas. Importadas en época reciente cruzadas con razas nativas, conservan su morfología de planta y mazorca originaria.
  - Pardo. Granos harinosos - dentados, blancos, consumidos como choclo. Área: departamentos de Lima, Ica.
  - Arizona. Granos cristalinos – dentados, blancos o púrpura. Área: departamentos de Tumbes, Piura, La Libertad, Lima, Ayacucho (m 2,200 snm), Arequipa
  - Alemán. Granos cristalinos, blancos. Área: departamentos de Huanuco, Pasco, Junín (m 700 – 2,200 snm).
  - Cubano dentado amarillo. Granos cristalinos con capa superior harinosa (dentados), amarillos con capa blanca. Área: Costa y Selva.
  - Chuncho. Granos amiláceos o cristalinos (dentados) blancos, amarillos, rojos. Área: Cuzco (m 1,300 – 1,800 snm), Huanuco (m 2,250 – 2,700 snm).

- Razas incipientes. Están en curso de formación tienen distribución geográfica restringida en valles aledaños.
  - Jora. Granos harinoso o cristalinos, blancos, marrones. Área: departamento de Áncash.
  - Coruca. Granos harinosos (dentados) blanco, marrones o marrones variegados, consumidos como choclo. Área: departamento de Tacna.
  - Morocho cajabambino. Granos vítreos, amarillos. Área: departamento de Cajamarca, Amazonas.
  - Morado canteño.granos amiláceos morados. Área: departamento de Lima (m 1,900 snm).
  - Sarco. Granos harinosos, marrones, rojos o blancos. Área: departamento de ncash.

- Razas imperfectamente definidas. Tienen dispersión geográfica limitada y a veces están en una etapa de desarrollo incipiente.
  - Ajaleado. Granos harinosos (dentados) blancos.
  - San Jerónimo. Granos harinosos blancos. Área: departamento de Junín.
  - Perlilla. Granos cristalinos amarillos. . Área: departamento de Huanuco.
  - Tumbesino. Granos harinosos o cristalinos, blancos, amarillos, bronce o marrones. Área: departamentos de Tumbes, Piura.
  - Colorado. Granos harinosos, rojos, amarillos. . Área: departamentos de La Libertad, Piura, Lambayeque.
  - Chancayano amarillo. Granos harinosos – cristalinos (semi-dentados) amarillos. . Área: departamento de Lima.
  - Amarillo huancabamba. Granos harinosos – semi-cristalinos, rojos. . Área: departamento de Piura (m 1,800 – 2,400 snm).
  - Huarmaca. Granos café. Área: (m 1,100 – 2,700 snm).
  - Blanco ayabaca. granos harinosos (dentados) blancos. Área: departamento de Piura (m 2,300 – 2,700).